# Siljan (Zweden)
Het Siljan is het op zes na grootste meer in Zweden. Het ligt in het landschap Dalarna. Het heeft een oppervlakte van 290 km² en een maximale diepte van 134 meter. Samen met de aangrenzende meren Orsasjön en Insjön beslaat het een oppervlakte van 354 km². Het oppervlak bevindt zich op 161 meter boven zeeniveau. De rivier de Österdalälven stroomt door het meer. Siljan staat in directe verbinding met het ten noorden ervan gelegen meer Orsasjön, waarin de rivier Oreälven uitstroomt.
Het meer en het omringende landschap zijn ontstaan door de inslag van een meteoriet. Aan de rand van de toenmalige inslagkrater liggen behalve Siljan nog een aantal kleinere meren, die samen de omtrek van de geërodeerde krater aangeven. Met een doorsnede van 52 km is het de grootste inslagkrater in West-Europa. De ouderdom ervan wordt op 360 miljoen jaar geschat.
In Siljan bevinden zich meerdere eilanden, waarvan het eiland Sollerön met een lengte van 7,7 km en een breedte van 4 km het grootste is. Aan de oever van de Siljan liggen onder andere de steden Leksand, Mora en Rättvik. Rond 1900 voeren er veel stoomboten op het meer. Tegenwoordig zijn die vervangen door rondvaartboten. In de zomer zijn er veel toeristen te vinden, vooral uit Zweden, Duitsland en Nederland. Zij verblijven voornamelijk rond Mora, Rättvik en Leksand.
Vänermeer (5.648 km²) · Vättermeer (1.893 km²) · Mälarmeer (1.140 km²) · Hjälmarmeer (484 km²) · Storsjön (464 km²) · Siljan + Orsasjön (354 km²) · Torneträsk (330 km²) · Hornavan (220-283 km²) · Uddjaure (190-250 km²) · Bolmen (184 km²)